# Балог Федір Калманович
Фе́дір Ка́лманович Ба́лог (нар. 10 травня 1973 — 4 серпня 2018) — сержант Збройних сил України, учасник російсько-української війни.

## Життєпис
Народився 1973 року в селі Вишково (Хустський район, Закарпатська область). З дитинства мешкав у селі Парасковія (Кегичівський район, Харківська область) — переїхав з родиною, тут закінчив школу. Згодом навчався у Кегичівському ПТУ № 60 працював у сільському господарстві.
У серпні 2014 року мобілізований як доброволець до 92-ї бригади, сержант, навідник-оператор 3-го механізованого відділення 2-го механізованого взводу 3-ї механізованої роти 1-го мехбатальйону. Брав участь у спробі деблокування військ в Іловайську, потім виконував завдання в місті Щастя. Проходив службу на посадах механіка-водія броньованого тягача БТС-5, командира відділення. 30 травня 2018-го підписав черговий контракт.
4 серпня 2018 року загинув під вечір від смертельного кульового поранення в ході вогневого зіткнення поблизу Авдіївки, під час бойового чергування на ВОП.
Після прощання на території військової частини у Башкирівці похований у селі Парасковія.
Без Федора лишились дружина та троє дітей — двоє синів і донька (молодший син 2008 р.н.).

## Нагороди та вшанування
- указом Президента України № 239/2018 від 11 жовтня 2018 року «за особисту мужність і самовіддані дії, виявлені у захисті державного суверенітету та територіальної цілісності України, зразкового виконання військового обов'язку» — нагороджений орденом «За мужність» III ступеня (посмертно)[1]
- відзнакою Президента України «За участь в антитерористичній операції»
- відзнакою «За оборону рідної держави».